# Bret Hart
Bret Sergeant Hart, noto come Bret "The Hitman" Hart o, più semplicemente, come Bret Hart (Calgary, 2 luglio 1957), è un ex wrestler canadese, noto per i suoi trascorsi nella World Wrestling Federation tra il 1984 e il 1997 e nella World Championship Wrestling tra il 1997 e il 2000.
È considerato uno dei migliori wrestler tecnici e uno dei più grandi nomi nella storia della disciplina, il più popolare al mondo a metà degli anni novanta; è stato, inoltre, il lottatore di punta e il volto della WWF durante la cosiddetta New Generation Era (1993-1997).
Membro della famiglia Hart e wrestler di seconda generazione, ha un background come wrestler amatoriale, avendo lottato alla Ernest Manning High School e al Mount Royal College. Insieme al suo soprannome, "The Hitman", Hart era conosciuto anche come "The Excellence of Execution", "The Best There Is, The Best There Was and The Best There Ever Will Be" e "The Pink and Black Attack".
Affiancò il padre Stu nella federazione Stampede Wrestling nel 1976, dove debuttò sul ring l'anno successivo. Guadagnò popolarità e numerosi titoli nel corso degli anni ottanta e novanta nella World Wrestling Federation, dove fu il leader della Hart Foundation.
In seguito al controverso Screwjob di Montréal nel novembre 1997, passò alla rivale World Championship Wrestling e vi rimase fino all'ottobre 2000. Dopo aver smesso di lottare nel gennaio 2000, a causa di una commozione cerebrale subìta nel dicembre 1999, si ritirò nell'ottobre del 2000, poco dopo aver lasciato la federazione. La WCW lo ha descritto come "universalmente rispettato dagli altri wrestler" e "forse il più grande wrestler puro che abbia mai indossato un paio di stivali".
Tornò a lottare sporadicamente sul ring nel 2004 e nel 2006 e poi nel 2010 con la WWE, dove ha vinto il suo ultimo titolo, ha lottato nel main event di SummerSlam 2010 di quell'anno ed è stato il General Manager di Raw. Ha lottato nel main event di WrestleMania IX, WrestleMania X e WrestleMania XII e ha partecipato al main event di Starrcade 1997 e Starrcade 1999 (seppur come special enforcer nella prima).
Hart ha vinto titoli in cinque decenni, dal 1970 al 2010, con un totale di trentadue regni in tutta la sua carriera e in particolare diciassette tra WWF/E e WCW. È un sette volte campione del mondo, avendo conquistato il WWF Championship cinque volte e il WCW World Heavyweight Championship due volte. È stato WWF Champion più di qualsiasi altro wrestler durante gli anni novanta, con un totale di 654 giorni come campione, ed è stato il primo WCW World Heavyweight Champion a nascere fuori degli Stati Uniti. Detiene anche il record di regni come WCW/WWE United States Champion ed è stato il secondo WWF Triple Crown Champion e il quinto (con Goldberg) WCW Triple Crown Champion, divenendo il primo wrestler ad ottenere il riconoscimento sia nella WWF che nella WCW. È stato anche il vincitore dell'edizione 1994 del Royal rumble match (ex aequo con Lex Luger) e l'unico due volte King of the Ring nella storia, dopo aver vinto il torneo nell'edizione 1991 e nell'edizione 1993.
Steve Austin, che ha lottato contro Hart nel main event di molti pay-per-view durante la loro rivalità nel 1996-1997 e suo amico personale, lo ha indotto nella WWE Hall of Fame nel 2006. Inoltre, è stato inserito per due volte nella WWE Hall of Fame, dapprima nel 2006 in singolo e poi nel 2019 assieme a Jim Neidhart come membro della Hart Foundation.

## Carriera

### Stampede Wrestling (1978–1984)
Trainer e promoter, è Stu Hart ad introdurre il figlio Bret nel mondo del wrestling. Il primo approccio avvenne nel seminterrato dell'abitazione di Calgary: qui, nell'agosto del 1969, la leggenda canadese ha edificato una piccola palestra, ribattezzata Dungeon ("Prigione sotterranea"). Bret, assieme agli otto fratelli, vi apprese i primi rudimenti del mestiere e le tante mosse di sottomissione di cui, alcuni anni dopo, diverrà maestro. Il Dungeon passerà alla storia per aver tenuto a battesimo molte future stelle del wrestling canadese, e non soltanto. Tra i numerosi discepoli della famiglia Hart si contano infatti Roddy Piper, Jake "The Snake" Roberts, "Superstar" Billy Graham, Chris Benoit, Chris Jericho e Edge. Nonostante l'aspirazione del giovane Bret fosse quella di sfondare nel mondo del cinema, in qualità di regista, l'ambiente familiare ed il fatto di vivere immerso a stretto contatto con questa disciplina spinsero il promettente rampollo della famiglia Hart a tentare l'avventura nel mondo del pro-wrestling. L'esordio avvenne nel 1977 alla Stampede Wrestling, federazione gestita sempre dal padre Stu. Bret disputò il primo match all'età di 16 anni, dopo un intenso periodo di training, durante il quale era stato affidato alle cure di Mr. Hito e Mr. Sakurada. Dai due wrestler di origine giapponese Bret apprese la tecnica di base e il modo di porsi dentro e fuori dal ring. Negli anni successivi, Hart continuò a lottare in Canada, facendo esperienze anche in Giappone (al seguito dell'amico Dynamite Kid) ed ai Caraibi, presso la federazione del celebre Carlos Colon. Qui conquistò anche il primo titolo, arrivato nel 1978: il WWC Caribbean Tag Team Title. Rientrato alla Stampede, Bret divenne in pochi anni l'elemento di punta. Si laureò infatti due volte British Commonwealth Mid-Heavyveight Champion e cinque volte International Tag Team Champion (quattro col fratello Keith, una con Leo Burke).
Nel periodo che Bret trascorse alla Stampede, dal 1978 al 1984, riuscì a diventare anche sei volte North American Heavyveight Champion. Memorabili ed emozionanti furono i feud che lo videro coinvolto con avversari come Leo Burke e Bad News Allen. Le difficoltà finanziarie costrinsero tuttavia la federazione di Calgary a chiudere i battenti nei primi anni ottanta. Bret, che in Canada era già una celebrità, non era sfuggito però all'interesse di un importante estimatore: Vince McMahon jr., che decise di offrirgli un ingaggio nella World Wrestling Federation.

### World Wrestling Federation (1984–1997)

#### Hart Foundation (1984–1991)

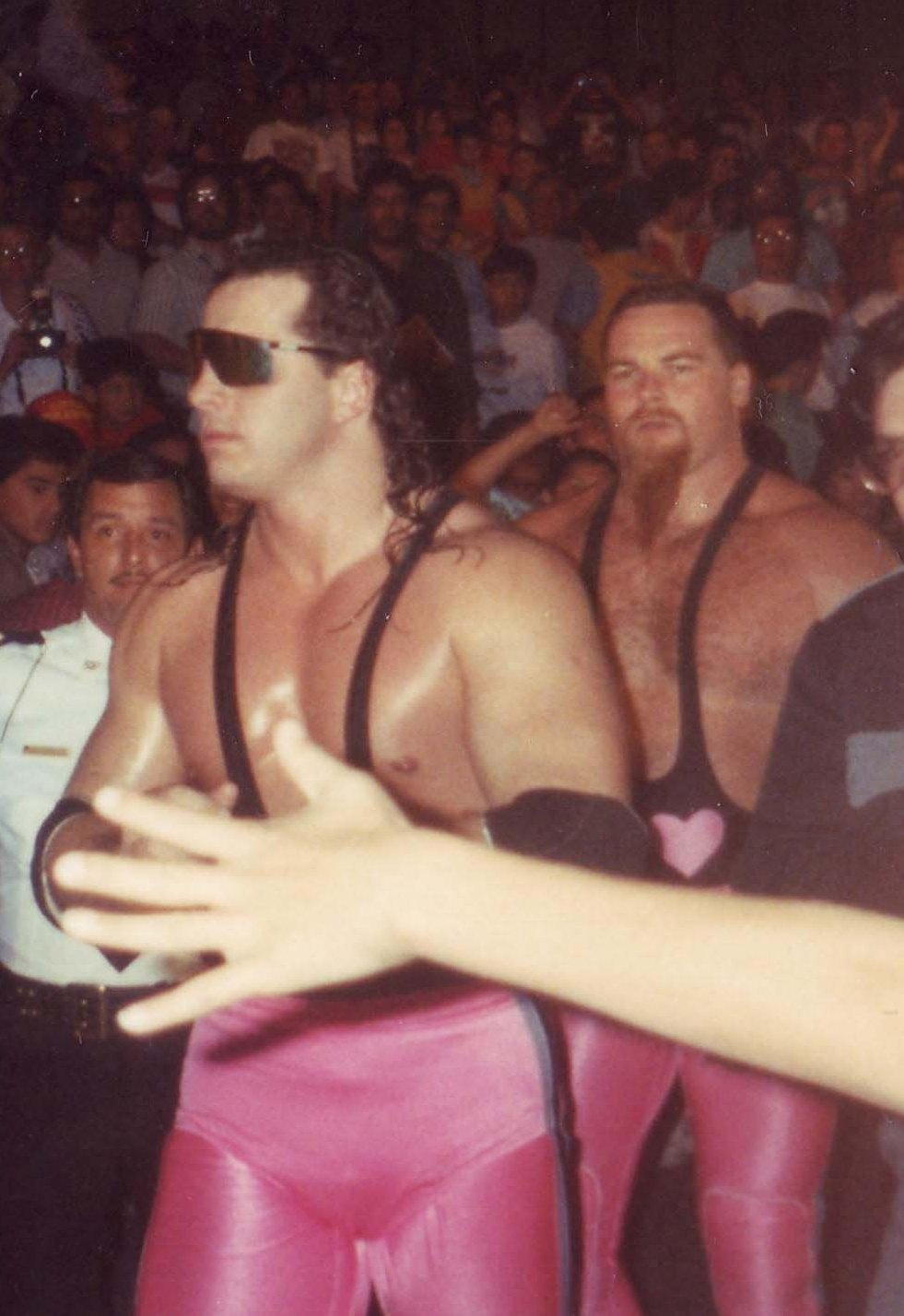
Bret Hart insieme a Jim "The Anvil" Neidhart nel 1990

Gli inizi presso la federazione di Stamford non furono incoraggianti. Timido ed introverso, in perenne disagio davanti a microfoni e telecamere, il giovane Hart faticò non poco a far emergere il proprio talento. Dopo aver tentato senza successo di interpretare la gimmick del cowboy, come ultima chance gli fu proposto di mettersi in coppia con Jim Neidhart, futuro cognato di Bret, soprannominato The Anvil ("L'incudine"). Quella che pareva una scelta di ripiego finì per rivelarsi una strepitosa opportunità di carriera. Sotto la guida dell'eccentrico manager Jimmy Hart, prese forma infatti la Hart Foundation. Bret e Jim passeranno alla storia come uno dei migliori tag-team di sempre, grazie ad uno stile di lotta che univa l'agilità e la tecnica di Hart, con la potenza esplosiva e la brutalità di Neidhart. La coppia heel si distinse anche per la tenuta da combattimento: l'originario costume azzurro-nero verrà infatti sostituito da un completo nero-rosa, che caratterizzò l'intera carriera di entrambi i wrestler. La Hart Foundation si aggiudicò il primo titolo di coppia nel 1987, sconfiggendo a Tampa Bay i British Bulldogs (team composto da Davey Boy Smith e Dynamite Kid). La vittoria arrivò per merito di Jimmy Hart: il vulcanico manager arrivò infatti a corrompere l'arbitro del match, Danny Davis.
La rivincita ebbe luogo nel corso della terza edizione di WrestleMania, in un six men tag team match. Da una parte i British Bulldogs e Tito Santana, dall'altra la Hart Foundation e Dangerous Danny Davis, squalificato per due anni da arbitro e pronto ad intraprendere la carriera di wrestler. La vittoria andò al team heel: Bret e Jim conservarono le cinture per nove mesi. Una sconfitta maturata in estate contro i The Fabulous Rougeaus fu revocata a tavolino, poiché ottenuta con una scorrettezza commessa ai danni di Bret, colpito col megafono di Jimmy Hart da Raymond Rougeau.
La perdita dei titoli si materializzò invece ad opera degli Stike Force (Tito Santana e Rick Martel). Nel frattempo, arrivarono le alleanze con The Honky Tonk Man e The Hammer Greg Valentine, che porteranno alla costituzione della Hart Family: questa può essere considerata il prototipo di quella che in futuro verrà chiamata stable. La rottura con Jimmy Hart avvenne quando il manager vendette la title shot spettante alla Hart Foundation, destinandola ai rivali storici dei The Fabulous Rougeaus. Ma l'ex mentore ed alleato non accettò il divorzio dai due, e si vendicò aiutando i Demolition, detentori delle cinture di coppia, sia a Summerslam '88 sia ad un Saturday Night Main Event. La Hart Foundation a suo modo si vendicò di Jimmy Hart e dei Rougeau superandoli in diversi incontri. Nell'edizione di Summerslam dell'89 ebbero una nuova opportunità per le cinture di coppia, contro i Brainbusters, ma vennero sconfitti anche stavolta.
Tuttavia, a Summerslam novanta, Bret e Jim affrontarono nuovamente i Demolition (Ax, Smash e Crush) in un 2 out of 3 falls match, e grazie alla collaborazione dei Legion of Doom riuscirono a conquistare le cinture di coppia per la seconda volta in carriera, che manterranno per i successivi otto mesi. Il loro regno si interromperà a Wrestlemania VII, il 24 marzo del 1991, ad opera dei Nasty Boys in seguito ad un finale controverso, che vide Jerry Saggs colpire Neidhart col megafono di Jimmy Hart, che aveva assunto nel frattempo la procura del nuovo team heel. La sconfitta pose, di fatto, termine all'esperienza della Hart Foundation. Mentre Bret era ormai pronto per intraprendere la carriera di solista, avendo visto crescere il suo personaggio in termini di carisma ed abilità tecniche, Jim si limiterà al ruolo di commentatore televisivo, non riuscendo ad imporsi senza il suo celebre compagno di coppia nelle vesti di lottatore.

#### Intercontinental Champion (1991–1992)
Bret venne subito promosso come sfidante per il WWF Intercontinental Championship, detenuta da Mr. Perfect. Lo scontro avvenne a SummerSlam 1991, pay-per-view estivo che in quell'edizione fece tappa a New York. Davanti ai suoi genitori, Stu ed Helen, Bret ottenne uno strepitoso successo per merito della sharpshooter, presa di sottomissione che Bret trasformerà in un marchio di fabbrica.
Il primo regno da campione intercontinentale si interruppe tuttavia due giorni prima della Royal Rumble 1992, quando venne sconfitto da The Mountie Jacques Rougeau nel corso di un house show. A causa di un infortunio, Bret fu sostituito da Rowdy Roddy Piper nel re-match sancito in ambito del ppv, che vide prevalere proprio l'atleta di origini scozzesi. Hart, rimessosi dai problemi di salute che lo avevano tenuto lontano dalle scene per alcune settimane, sfidò subito Piper a WrestleMania VIII. Il match, caratterizzato da una grande psicologia, fu giocato tutto sul rispetto reciproco che univa i due contendenti, conosciutisi ai tempi della Stampede, dove Piper era stato allievo anni prima. La vittoria andò a Bret Hart, sanguinante, per merito di un repentino roll-up. L'abbraccio finale tra Bret ed il suo avversario apparve come un ideale passaggio di consegne dal vecchio leone scozzese al giovane e talentuoso amico. Bret difese in seguito la cintura dagli assalti di Shawn Michaels, in un Ladder Match nel corso di un house show: fu proprio Hart, che si era specializzato in questa stipulazione nel periodo canadese, ad introdurre il nuovo format. Il secondo regno da campione intercontinentale ebbe tuttavia un epilogo tanto ricco di suspense quanto spettacolare: Bret fu infatti costretto a mettere in palio la sua cintura contro il cognato British Bulldog, nell'edizione 1992 di SummerSlam. Il match si disputò a Londra, nella straordinaria cornice del Wembley Stadium, che fece registrare la presenza record di ottantamila spettatori. Al termine di un combattimento eccellente, uno dei migliori nella carriera di entrambi i wrestler e di tutti i tempi, fu l'idolo di casa Smith ad aggiudicarsi la contesa. La stretta di mano conclusiva e l'abbraccio tra Bret, suo cognato e la moglie Diana, consacrarono ugualmente Hart a nuovo beniamino indiscusso di tutte le platee.

#### WWF Champion (1992–1996)

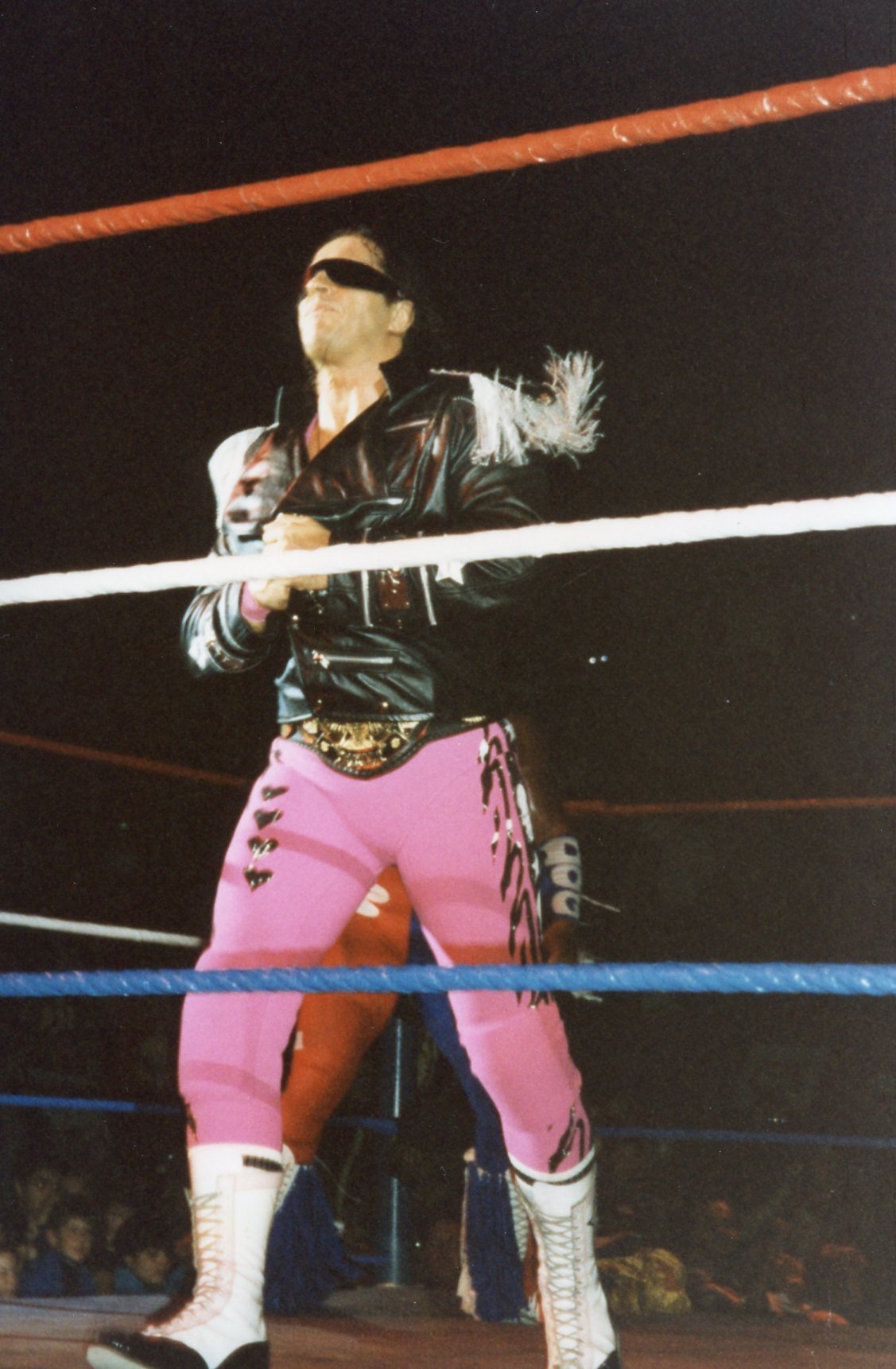
Bret Hart nel 1992

L'impressione suscitata nel management di Stamford e nello stesso Vince McMahon per l'eccellente prova nel main event di SummerSlam convinsero la federazione a puntare forte su di lui. In una fase storica durante la quale Hulk Hogan sembrava intenzionato al ritiro e la stella di The Ultimate Warrior aveva smesso di brillare, Hart rappresentava il volto nuovo, il futuro idolo trainante dei fan. Ric Flair, campione WWF in carica, subì in quelle settimane un infortunio all'orecchio: costretto ad assentarsi dalle scene per qualche tempo, Flair aveva bisogno di un sostituto. Hart sfidò Flair in una serie di house show in match terminati per squalifica o countout a favore di uno e dell'altro e vinse il suo titolo del mondo il 12 ottobre al Saskatchewan Place di Saskatoon. La popolarità di Bret raggiunse subito vette inaspettate. Dopo una lunga gavetta, Hart aveva imparato a perfezionare il suo personaggio, acquisendo una formidabile mic-skill. Anche il merchandising dei suoi prodotti procedeva a gonfie vele: Bret era ormai divenuto l'idolo delle nuove e vecchie generazioni di fan. Gli occhiali da sole rosa e nero, che un tempo utilizzava per nascondere il suo volto troppo timido all'occhio indiscreto delle telecamere, divennero un simbolo di riconoscimento e un premio ambito per i sostenitori più giovani, che Bret non mancava di omaggiare prima di ogni match. Amatissimo dal pubblico e rispettato dai colleghi, Hart difese il titolo nei mesi successivi contro numerosi avversari, tutti sconfitti con la mossa conclusiva diventata un suo marchio di fabbrica: la Sharpshooter. A Survivor Series sconfisse l'Intercontinental Champion Shawn Michaels. Quando sulla sua strada si parò tuttavia il gigantesco Yokozuna, la striscia vincente di Bret si interruppe bruscamente. Hart fu infatti sconfitto nel main event di WrestleMania IX, disputato al Caesars Palace di Las Vegas, in seguito ad un'interferenza del manager giapponese Mr. Fuji. Il successivo ingresso in scena di Hulk Hogan, in difesa di Bret, portò ad un match improvvisato tra lui e Yokozuna, che fu lo stesso Hogan ad aggiudicarsi, assieme al titolo di campione assoluto. Nei mesi successivi, Hart si concentrò caparbiamente sull'obiettivo di riconquistare il titolo. Vince McMahon avrebbe voluto che Hogan perdesse il titolo contro Hart in un match a SummerSlam, ma Hogan rifiutò di perdere in modo pulito contro Hart perché non era convinto dell'idea di affrontare un altro face e preferì, per non danneggiare la propria immagine, cedere il titolo a un monster heel come Yokozuna, per poi lasciare la WWF subito dopo. Nel 1993 Bret si aggiudicò il primo torneo King of the Ring trasmesso in televisione, sconfiggendo nella stessa serata Razor Ramon, Mr. Perfect e Bam Bam Bigelow. Durante la cerimonia d'incoronazione, Bret venne attaccato da Jerry "The King" Lawler. Lo scontro ufficiale tra i due ebbe luogo a SummerSlam, dove Lawler finse un infortunio, facendo combattere al suo posto Doink the Clown. Smascherato l'inganno da parte del presidente federale Jack Tunney, Bret intraprese finalmente il match contro Lawler, vinse ma l'arbitro gli revocò la vittoria per aver trattenuto l'avversario nella Sharpshooter anche dopo la fine dell'incontro.

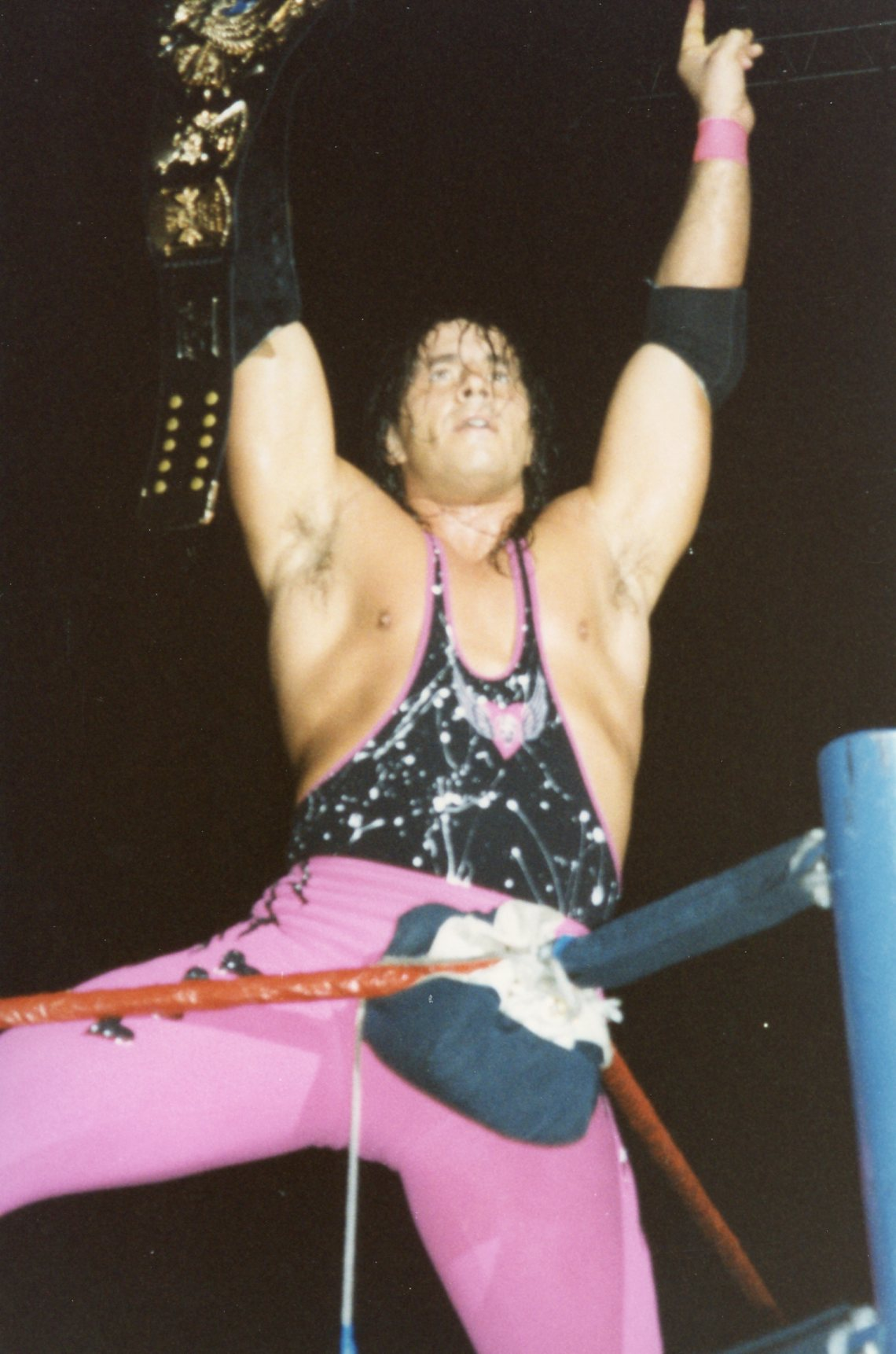
Bret Hart nel 1994 con la cintura di campione mondiale WWF

Alle Survivor Series del 1993, Bret fu accompagnato dai fratelli Owen, Bruce e Keith nella sfida contro Shawn Michaels e The Knights. Nel corso del match, Bret causò involontariamente l'eliminazione di Owen, che reagì in malo modo all'episodio spintonandolo ed insultandolo. Sembra l'inizio di una faida interna alla famiglia, che Bret stroncò sul nascere convincendo Owen a mettere da parte i suoi dissapori. Lo strappo parve ricucito del tutto quando, appena qualche mese dopo, ancora Bret ed Owen decisero di unirsi in coppia contro i Quebecers, per conquistare le cinture di tag-team nel corso della Royal Rumble '94. Bret, tuttavia, si infortunò al ginocchio nel corso della contesa, e l'arbitro decretò la vittoria a favore dei campioni in carica. Owen divenne una furia nei confronti del fratello, reo di non avergli dato il cambio, e colpì violentemente Bret alla gamba infortunata. Fu l'inizio di una memorabile guerra tra fratelli, destinata a protrarsi nei mesi successivi e a calamitare l'interesse del pubblico. Quella stessa sera, ad ogni modo, Bret partecipò e vinse ex aequo con Lex Luger la rissa reale vera e propria, nonostante i guai al ginocchio. A WrestleMania X sarebbe stato Luger ad affrontare per primo il campione in carica Yokozuna e colui che sarebbe uscito vincitore avrebbe infine sfidato Bret nel main event. In attesa di conoscere il suo avversario per il titolo di campione WWF, Bret dovette però affrontare il fratello Owen, nella resa dei conti da tempo programmata fra i due. A sorpresa, fu proprio il più giovane degli Hart ad aggiudicarsi il successo, al termine di un match estremamente tecnico e tra i migliori della storia della federazione. Qualche ora dopo, comunque, Bret affrontò e sconfisse Yokozuna: nel precedente match, il gigante polinesiano aveva prevalso su Lex Luger grazie alla squalifica decretata dallo special referee, Mr. Perfect. In questo modo, Bret si laureò per la seconda volta WWF Champion.
Ma la faida con Owen, vincitore nel frattempo del King of the Ring '94, era ancora in pieno svolgimento. I due fratelli si affrontarono nuovamente a Summerslam in un cage match: stavolta anche il titolo del mondo detenuto da Bret fu messo in palio. Owen scelse come guardaspalle Jim Neidhart, che aveva così tradito l'amicizia di Bret. Quest'ultimo si fece accompagnare invece dall'altro cognato Davey Boy Smith. Dopo un match di rara intensità, con frequenti capovolgimenti di fronte, Bret ottenne la vittoria, riuscendo a conservare la cintura. Ma Jim Niedhart, scontento per la sconfitta del suo assistito, colpì Bret con violenti calci all'addome. Insieme ad Owen trascinò Bret dentro la gabbia chiudendo la porta con un lucchetto. Bret verrà salvato dai suoi familiari e da British Bulldog. La faida durò per un altro po' di tempo, vedendo lo scontro Bret Hart-British Bulldog da una parte e Owen Hart-Jim Neidhart dall'altra. Ad avere la meglio fu sempre Bret.
Fu chiamato nuovamente a difendere il titolo alle Survivor Series, contro il rientrante Bob Backlund. La particolare stipulazione, un I Quit Match, prevedeva che l'accompagnatore dello sfidante (Owen per Backlund, Smith per Bret), gettasse la spugna sul ring per sancire la vittoria del rivale. Nel corso della contesa, Smith fu messo fuori gioco da Owen. Bret, distratto, venne così intrappolato nella chicken wing, la crossface modificata che Backlund utilizzò come presa di sottomissione. Owen, piangendo, convinse infine i genitori a gettare la spugna, decretando la perdita del titolo per Bret.
Alla Royal Rumble del 1995 il canadese affrontò il neocampione del mondo Diesel, che aveva sconfitto Backlund due giorni dopo le Survivor Series, ma l'incontro fini con un doppio no contest per l'interferenza di ben quattro lottatori (Shawn Michaels, Owen Hart, Bob Backlund e Jeff Jarrett). Si prese la rivincita contro Backlund a WrestleMania XI, in un altro I Quit Match con arbitro speciale Roddy Piper, usando la stessa mossa di sottomissione dell'avversario per vincere l'incontro. L'occasione del riscatto del titolo giunse a Survivor Series, quando Bret riuscì a sconfiggere Diesel in un No Disqualification Match.
La conquista del terzo WWF Championship introdusse un periodo cruciale per la carriera di Hart, che coincise con alcune delle più importanti rivalità della sua carriera. Il prologo fu rappresentato dalla vittoriosa difesa del titolo contro The Undertaker, in occasione della Royal Rumble 1996: un match che vide Bret uscire vittorioso per squalifica, in seguito ad un'interferenza di Diesel. Quella stessa notte, a Fresno, Shawn Michaels si aggiudicò la rissa reale. HBK divenne pertanto number one contender alla corona detenuta da Hart, e per l'occasione fu deciso che il main event di WrestleMania XII sarebbe stato un match a stipulazione speciale: un Iron Man Match. Le regole prevedevano un combattimento della durata complessiva di un'ora, al termine della quale il wrestler che aveva ottenuto più schienamenti o sottomissioni si sarebbe aggiudicato la cintura.
Al termine di uno degli incontri più spettacolari nella storia del wrestling, che si concluse con una Sharpshooter di Bret ai danni di HBK, l'arbitro Earl Hebner decretò il pareggio. Hart, convinto di conservare il titolo, era pronto ad abbandonare il ring. Il presidente della federazione Gorilla Monsoon ordinò tuttavia la prosecuzione del match, con le regole previste dal cosiddetto "sudden death": in altre parole, il primo atleta che riusciva ad aggiudicarsi un punto portava a casa la vittoria. All'over-time, fu una Sweet Chin Music di Michaels a stendere definitivamente Bret, sconfitto e beffato. Hart decise pertanto di prendersi una pausa di riflessione, allontanandosi dalle scene per alcuni mesi. Dietro la sua decisione si celava la beffa per la conclusione del match a WrestleMania (dell'over-time Hart non ne sapeva nulla), e il malcontento per i piani della WWF, decisa a lanciare HBK come nuovo top face proprio a scapito di Bret. Ben note erano le frequenti incomprensioni, spesso sfociate in lite, fra Bret e Shawn nel backstage. Durante il periodo di assenza, Hart cominciò anche a meditare su un eventuale passaggio alla corte della WCW. Nonostante una proposta economica molto vantaggiosa della concorrenza, Bret decise di legarsi ancora alla federazione di Stamford con un contratto ventennale, mostrando la sua profonda riconoscenza verso la compagnia che lo aveva reso celebre. Intanto, il pubblico nelle arene tornò ad invocare il suo nome.

#### Reunion della Hart Foundation (1996–1997)

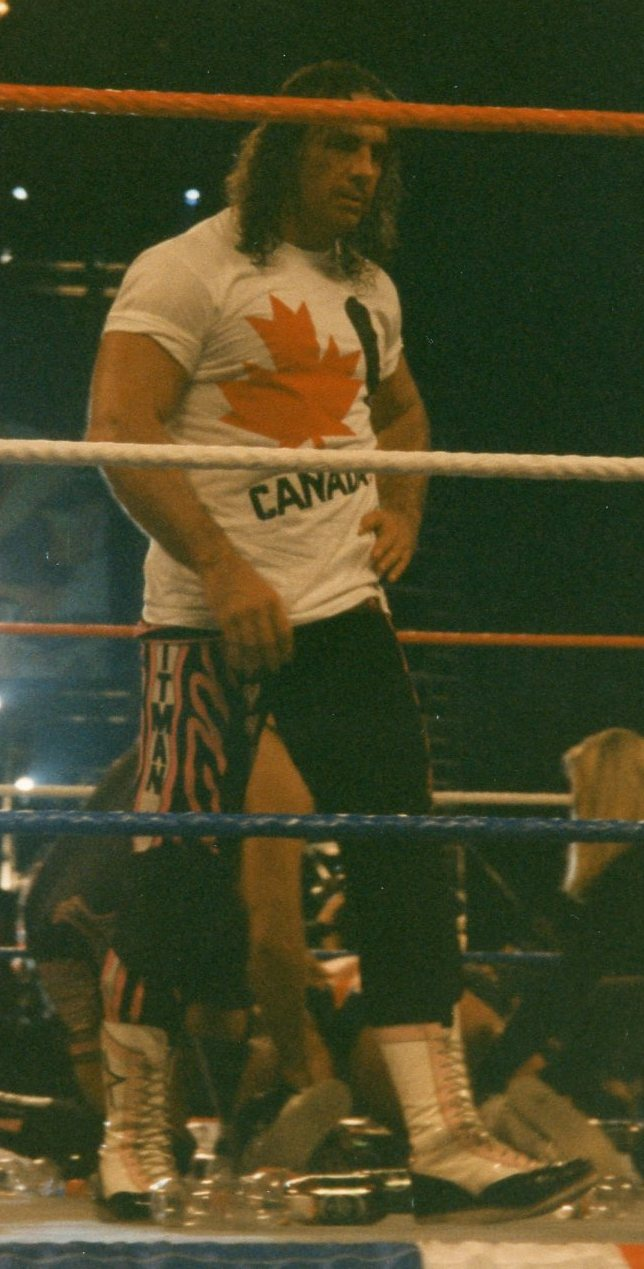
Bret Hart nel 1997

Hart fece dunque il suo rientro alle Survivor Series 1996, accettando la sfida lanciatagli da Steve Austin, il talento emergente della nuova generazione. Hart si aggiudicò la vittoria, con un finale identico all'incontro sostenuto con Rowdy Piper quattro anni prima a WrestleMania VIII. Poi indirizzò subito le proprie mire alla conquista del titolo strappatogli qualche mese prima, ed ora detenuto da Sycho Sid. I due collidono a In Your House, ma le interferenze di HBK, Stone Cold e British Bulldog impediscono a Bret di portare a casa la vittoria. L'appuntamento successivo fu la Royal Rumble, che Hart perse per un clamoroso imbroglio di Stone Cold: eliminato senza essere visto dagli arbitri, e rientrato sul ring per eliminare a sua volta Hart, ultimo rimasto. Il presidente Monsoon annullò tuttavia il giorno successivo la vittoria di Steve Austin, nominando number one contender Bret, che avrebbe sfidato HBK (tornato in possesso del titolo assoluto) nel main event di WrestleMania XIII. Hart già si preparava alla rivincita col rivale storico Michaels, ma quest'ultimo finse un infortunio e rese il titolo vacante, pur di non restituire il job dell'anno precedente. Bret, seppur amareggiato dal comportamento di Michaels, riuscì a portare a casa il quarto alloro sconfiggendo in un Fatal 4-Way match Steve Austin, Vader ed Undertaker: in pratica, gli ultimi tre wrestler rimasti sul ring assieme a lui nella Royal Rumble. La sera dopo, però, Bret perse nuovamente la cintura a vantaggio di Sycho Sid: decisiva fu l'interferenza di Stone Cold, che colpì alla testa Hart con una sedia favorendo il successo del rivale.
Bret, assetato di vendetta, sfidò Austin in un Submission match da disputarsi a WrestleMania XIII. Ken Shamrock, ex atleta UFC, fu decretato come arbitro speciale della contesa. Lo straordinario incontro, uno dei più cruenti e tecnici che siano mai andati in scena, vide Bret prevalere grazie alla Sharpshooter. Stone Cold non pronunciò mai le parole "I quit" ("cedo, mi arrendo"), ma svenne per il dolore causatogli dalla presa di sottomissione, immerso in un lago del suo stesso sangue. Nella stessa sera infierì in più di un'occasione durante il match valevole per il titolo del mondo tra il detentore Sid e lo sfidante The Undertaker. Favorirà quest'ultimo, che divenne WWF Champion per la seconda volta in carriera.
La notte successiva al ppv, nell'episodio di Raw is War, si verificò una svolta clamorosa nel personaggio di Bret Hart. Questi, indispettito per il tifo contrario del pubblico nel suo match con Austin, pronunciò un'autentica dichiarazione di guerra contro i fan americani di wrestling. Bret voltò le spalle al suo pubblico, dando luogo ad un clamoroso turn heel, nella consapevolezza che i gusti della gente erano cambiati. Non più gli eroi positivi, ma i duri che non rispettano le regole, cominciavano a riscuotere le simpatie popolari. Bret intervenne quindi nella contesa tra il fratello Owen ed il cognato British Bulldog, divisi in quel periodo da un'aspra rivalità. Hitman riuscì a ricomporre le loro divergenze, nella puntata seguente di Raw, e convinse Owen e Smith ad affiancarlo nella battaglia contro Stone Cold ed i fan americani, a lui ormai ostili. Dopo alcune settimane, si unirono al terzetto anche Jim Neidhart e Brian Pillman: si assistette così ad una clamorosa riunione della Hart Foundation. La nuova stable heel proseguì il feud con Steve Austin ed i suoi alleati, ma Bret non perse di vista l'obiettivo di laurearsi per la quinta volta in carriera campione del mondo. L'opportunità giunse a Summerslam '97 nel match contro Undertaker. A dirigere la contesa fu incaricato un arbitro speciale: l'acerrimo rivale di Bret, Shawn Michaels. Nelle fasi finali, Hart era pronto a colpire Undertaker con una sedia. HBK impedì il gesto, ma ricevette in cambio uno sputo in faccia. Michaels reagì, ma nel tentativo di colpire Bret con la sedia stese per errore il Deadman al suolo. Michaels, suo malgrado, decretò lo schienamento in favore di Hart.

#### Screwjob di Montréal e addio (1997)
Un episodio cambiò profondamente e positivamente la storia del wrestling ed Hart ne fu l'assoluto protagonista, seppur inconsapevole.
Il 9 novembre del 1997 a Montréal, Canada, vi fu l'annuale edizione di Survivor Series. Nella vicenda, passata alla storia come Screwjob di Montréal, furono coinvolti, oltre ad Hart, Shawn Michaels, l'arbitro Earl Hebner ed il padrone della federazione Vince McMahon. Il main event vedeva Hart impegnato nella difesa del WWE Championship contro Michaels. Nel corso del match, mentre Bret era chiuso nella sua stessa mossa finale, la Sharpshooter, l'arbitro ordinò, su incarico di McMahon (presente a bordo ring), di far suonare la campana, decretando la sconfitta di Hart per sottomissione e la conquista del titolo di campione da parte di Michaels. Tutto ciò accadde senza che The Hitman avesse mai ceduto. La causa dell'incidente è da ricercarsi nel fatto che Hart aveva firmato un contratto con la WCW, ai tempi l'unica e agguerrita competitor della WWF. Per Bret si trattò di una soluzione obbligata: dopo aver scelto di legarsi a vita alla federazione di Stamford, per un debito di riconoscenza verso la compagnia che gli aveva regalato successi e notorietà, Vince decise che non poteva più permettersi il suo oneroso ingaggio. In questo modo, il chairman spinse Hart ad accettare l'offerta che gli era pervenuta dalla rivale WCW. Il trasferimento di Bret sarebbe avvenuto la sera successiva al ppv, ma Bret non accettò di perdere davanti al suo pubblico, mentre Michaels non voleva saperne di jobbare in suo favore. McMahon, nel frattempo, era preoccupato che Hart potesse infangare l'immagine della WWF portando con sé la cintura e mostrandola a WCW Monday Nitro, lo show di punta della WCW. Le parti si erano accordate per far terminare il match in squalifica: una soluzione che avrebbe permesso a Bret di conservare il titolo, con la promessa di renderlo vacante il giorno successivo.
Ma le rassicurazioni fornite da Bret non convinsero il chairman, o forse la paura di andare incontro ad uno smacco che avrebbe rafforzato ulteriormente l'immagine della WCW a danno della WWF, che attraversava un periodo di crisi sul piano finanziario e degli ascolti, spinsero Vince a propendere per lo screwjob. La reazione di Hart fu rabbiosa: derubato davanti ai suoi tifosi e pugnalato alle spalle dal suo ex datore di lavoro, Bret sputò in faccia a Vince, distruggendo in seguito il tavolo di commento. Mentre era nel suo spogliatoio, Hart venne raggiunto da McMahon che, accompagnato dal figlio Shane, da Sgt. Slaughter e da Gerald Brisco, chiese di potergli parlare. Ne scaturì un alterco, al culmine del quale Bret colpì Vince con un forte pugno al volto. Si concluse così, in modo ignobile e controverso, l'avventura del campione canadese in WWF. La sera successiva a Raw is War, Owen Hart, British Bulldog, Jim The Anvil Neidhart e Mankind, per solidarietà verso Bret, saltarono la registrazione del programma. Molti altri wrestler avrebbero voluto seguire il loro esempio, ma avendo una famiglia da mantenere furono costretti a desistere dal loro proposito. Nel frattempo Shawn Michaels, che aveva giurato a Bret la sua estraneità allo Screwjob, aprì la puntata deridendo Hart e mostrando la cintura vinta la sera prima, nelle circostanze conosciute da tutti. Bret promise di non far più ritorno a Stamford, mantenendo fede ai suoi propositi per 12 anni.

### World Championship Wrestling (1997–2000)
Trasferitosi alla WCW assieme ai cognati Davey Boy Smith e Jim Neidhart, Bret ha l'opportunità di arricchire il suo palmarès. Conquisterà infatti due volte il WCW World Heavyweight Championship, quattro volte il WCW United States Championship e il WCW Tag Team Championship in coppia con Bill Goldberg. Tuttavia, il suo personaggio sarà oggetto di una gestione controversa e poco lineare, che farà sentire Bret profondamente insoddisfatto della sua permanenza nella federazione di Atlanta. Spesso venne coinvolto al fianco della nWo, stable che faceva capo ad Hulk Hogan, ma più volte si è trovato ad affrontare da avversario lo stesso Hulkster e i suoi soci. Tra le sue migliori rivalità si ricordano quella con Sting, The Giant (conosciuto anche come Big Show), Booker T, DDP e Goldberg. Ma l'esperienza di Bret in WCW è funestata anche da una serie di lutti familiari. Nel 1999, nel corso del pay-per-view WWF Over the Edge, il fratello Owen (che interpreta la gimmick di Blue Blazer) muore a causa di un tragico incidente poco prima di affrontare The Godfather per l'Intercontinental Championship. Owen era legato ad un'imbracatura, attraverso la quale doveva essere calato sul ring. Qualcosa però va storto, l'imbracatura cede e Owen cade da un'altezza di oltre sedici metri: per il fratello minore di Bret non c'è nulla da fare. Bret, distrutto dal dolore, medita di abbandonare il pro-wrestling. Tornerà alcuni mesi più tardi per affrontare il suo grande amico Chris Benoit, col quale aveva iniziato la carriera alla Calgary Stampede, in un match indetto in memoria di Owen.
Un anno dopo, Bret perde anche la madre Helen, che era solita assistere ai suoi match in prima fila al fianco del marito Stu. Hart continuerà a lottare per la WCW fino alla fine del '99 quando, nel corso di un match con Goldberg nel pay-per-view Starrcade, un calcio alla tempia preso male metterà fine alla sua carriera. Bret, in seguito all'incidente, perde il 10% circa delle sue facoltà cerebrali: i danni neurologici gli provocano perdite di equilibrio e vuoti di memoria. La WCW, dal canto suo, decide di licenziare Bret; dopo i grossi sforzi compiuti per accaparrarsi il maggior talento della WWF, la federazione di Ted Turner scarica Hart su due piedi a causa dei suoi problemi di salute. Senza lavoro e nell'impossibilità di tornare sul ring, Bret si ritira ringraziando i fan per il supporto datogli nel corso degli anni.
Nei mesi successivi al ritiro, Hart lavora sporadicamente alla WWA, una federazione indipendente costituita da diverse ex stelle della WWE e della WCW. Qui ricopre vari incarichi: commissioner, dirigente, special guest referee. La WWE torna ad interessarsi a Bret, contattandolo più volte per fargli svolgere il ruolo di special guest referee in alcuni match in pay-per-view, ma Hart è ancora carico di rancore nei confronti di Vince McMahon e le parti non giungono mai ad un accordo.

### WWE Hall of Fame (2006)
Nella prima metà del 2006, la WWE rese disponibile un DVD sulla sua carriera. Il documentario è risultato essere il più venduto di tutti i tempi nella storia del Canada, tra i DVD prodotti dalla WWE. Il primo aprile del 2006, Bret Hart venne inoltre introdotto nella WWE Hall of Fame dal suo ex rivale sul ring, in realtà grande amico, Steve Austin. Conformemente a quanto promesso anni prima, cioè che non avrebbe più lavorato per McMahon, non ha percepito alcun compenso per la partecipazione alla cerimonia, ricevendo solo un rimborso per le spese di viaggio. Hart ha lasciato Chicago, sede dell'evento, la mattina presto dopo la cerimonia, per fugare le voci che lo volevano protagonista la notte stessa del ppv targato WWE, Wrestlemania 22, come arbitro speciale del match fra Vince McMahon e Shawn Michaels.
L'11 giugno del 2007 Bret Hart ha fatto la sua prima apparizione in uno show targato WWE dal 27 ottobre 1997, data del celebre e controverso "Screwjob di Montréal". Il canadese ha concesso una breve intervista nell'ambito del "Mr. McMahon Appreciation Night", andato in onda nel corso dei tapings di Raw. Nel segmento Hart ha espresso commenti ironici e al tempo stesso estremamente caustici nei suoi confronti.
Nel mese di ottobre dello stesso anno, Bret aveva concesso un'intervista in due parti al sito internet ufficiale della WWE. Le sue dichiarazioni vennero registrate in merito ad uno speciale dedicato al decennale dello Screwjob. Voci non confermate, infine, lasciarono trapelare una presenza di Hart allo speciale "Raw 15th Anniversary", andato in onda il 12 ottobre del 2007. The Hitman era stato invitato a partecipare ad un angle, che si sarebbe concluso con una Sharpshooter eseguita al centro del ring ai danni di Vince McMahon. Sempre secondo indiscrezioni non confermate, Hart avrebbe declinato l'invito, in coerenza con la decisione assunta anni prima di non calcare mai più un ring della WWE.

### Apparizioni sporadiche (2009–2019)

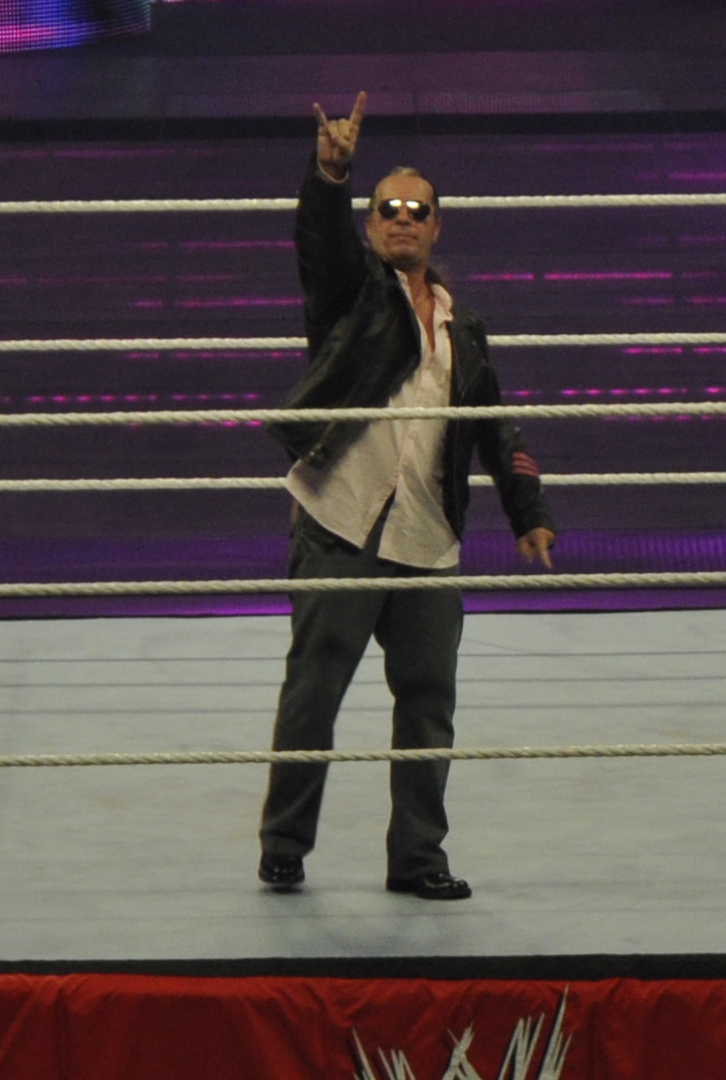
Bret Hart nel giugno del 2010

Nel dicembre del 2009, tuttavia, sono circolate con forte insistenza le voci di un clamoroso ritorno di Bret Hart in WWE. Il canadese è stato ufficialmente annunciato come ospite speciale a Raw, per la puntata del 4 gennaio 2010. A dare la notizia è stato Vince McMahon, nell'edizione dello show andata in onda il 28 dicembre. Il chairman, nel corso di un lungo promo, ha ricordato la figura di Bret Hart e, mostrando le immagini relative allo Screwjob di Montréal, ha sottolineato che la colpa di quanto accadde al pay-per-view Survivor Series del 1997 è da attribuire allo stesso Hitman. McMahon ha sostenuto infatti che Hart si è fregato da solo con le sue azioni. Il proprietario della WWE ha concluso il suo discorso dicendo al pubblico che Bret non sarà mai ospite a Raw, poiché dopo la sua introduzione nella Hall of Fame, Hart rifiutò di stringergli la mano. A sorpresa, tuttavia, è stato l'antico rivale Shawn Michaels a far cambiare idea al chairman. Presentatosi sul ring, HBK ha convinto McMahon a riportare Hart in WWE dopo dodici anni di assenza, promettendo che se lo farà "accadranno solo cose positive". Hart, ingaggiato in qualità di performer per combattere un match contro Vince McMahon, si era ritirato dal wrestling nel 2000 dopo aver subito una commozione cerebrale, e per le conseguenze di un ictus. Il ritorno di Bret sul ring, che sembrava impossibile a causa delle sue condizioni fisiche, ha sorpreso anche per un altro aspetto: dopo il controverso episodio di Montréal, che mise fine alla sua esperienza in WWE, il wrestler aveva più volte affermato di non voler apparire come personaggio negli show della compagnia, accettando solo collaborazioni che lo vedessero coinvolto come persona e non come gimmick.
Nei primi mesi del 2010 è stato distribuito anche un nuovo DVD prodotto dalla WWE sulla storia della famiglia Hart e sulla Hart Foundation, dal titolo: "Hart & Soul - The Hart Family Antology". Stu Hart, padre di Bret e leggenda del wrestling in Canada, è stato inoltre introdotto nella Hall of Fame della WWE nel 2010.

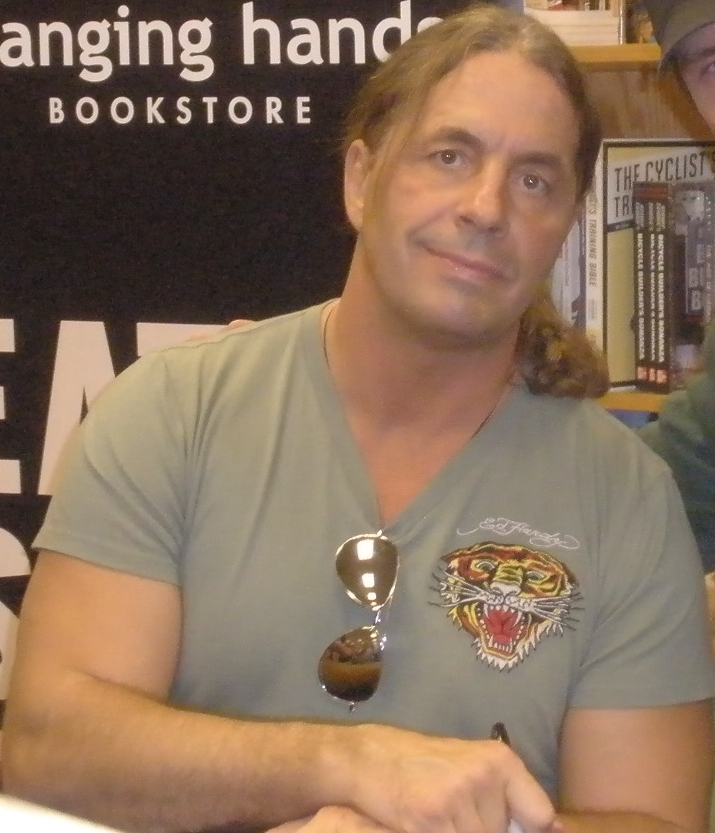
Bret Hart nel 2010

Bret Hart appare nella prima puntata di Raw del 2010 andata in scena a Dayton (Ohio). In qualità di Guest Host, ha invitato subito Shawn Michaels per sostenere un confronto faccia a faccia. HBK si è presentato dunque sul ring, affermando che Hart ha mancato di rispetto a lui ed alla WWE: per questo era d'accordo con Vince McMahon la notte di Montréal, quando avvenne lo Screwjob ai danni di The Hitman. Michaels ha aggiunto che Bret si è meritato quanto accadde dodici anni prima, e di non essere pentito. Tuttavia, HBK ha ammesso di essere cambiato nel corso degli anni, affermando che ha sempre rispettato Hart. Michaels ha concluso manifestando a Bret l'intenzione di mettersi il passato alle spalle. L'angle si è concluso con una stretta di mano, seguita da un abbraccio al centro del ring, fra i due ex rivali. Successivamente, Hart ha affrontato Vince McMahon. Il proprietario della compagnia ha rinfacciato ancora una volta a Bret che a Montréal si è fregato da solo. Infine, ricordando che Hart gli ha sputato in faccia, lo ha colpito con un pugno nel backstage, e gli ha mancato di rispetto la notte in cui è stato introdotto nella Hall of Fame, ha invitato Bret a scusarsi. Hart ha dichiarato di non volerlo fare, ma si è detto disposto a fare la pace anche con McMahon, per chiudere l'incidente in modo definitivo. Il chairman, dopo aver stretto la mano ad Hart, dando l'impressione di essere d'accordo con lui, lo ha colpito a tradimento con un calcio nelle parti basse. L'episodio ha segnato l'inizio di una nuova rivalità fra Bret e lo stesso McMahon. Al termine della diretta televisiva, comunque, Hart è stato portato in trionfo sulle spalle dalla Hart Dynasty dei nipoti Harry Smith e Natalya, nonché da tutto il roster di Raw (ad eccezione di Shawn Michaels e Triple H), ricevendo la meritata celebrazione per il suo ritorno a Stamford.
Tre settimane dopo l'accaduto, Vince McMahon ha invitato nuovamente Bret Hart a Raw per un confronto diretto, sollecitato dagli interventi di vari wrestler della WWE: tra questi Triple H, The Undertaker e John Cena. Bret ha preso parte alla puntata andata in onda il 1º febbraio a Nashville, in Tennessee. Dopo un reciproco scambio di accuse molto serrato, Bret Hart ha assalito il chairman. Mentre cercava di eseguire la Sharpshooter, è stato però fermato da un'interferenza di Batista. Picchiato e successivamente immobilizzato dal wrestler, Hart è stato costretto a subire uno sputo in pieno volto da parte di Vince McMahon, salvo poi essere salvato da John Cena.
La settimana seguente, John Cena ha confidato a Vince McMahon che Bret Hart vuole sfidarlo in un match da disputarsi a WrestleMania. Il chairman accetta, ma Bret lo attacca alle spalle. Protetto dalla sua security, McMahon ha abbandonato il ring affermando di aver cambiato idea. Hart ha poi sfogato la sua rabbia distruggendo il tavolo di commento di Raw e tutto quello che gli capitava a tiro. Nell'edizione del 15 febbraio, Bret si è presentato per comunicare ai fan il suo addio alla WWE, dopo che Vince McMahon gli ha negato l'opportunità di affrontarlo in un match a WrestleMania. Nel parcheggio dell'arena, pochi minuti più tardi, Hart è stato protagonista di un angle in cui è vittima di un incidente: mentre saliva sulla sua limousine, un'auto guidata da una donna lo ha tamponato in retromarcia. Hitman è rimasto con la gamba sinistra incastrata nella portiera. Dopo esser stato soccorso dal personale medico della WWE e da alcuni wrestler presenti nel backstage, fra cui John Cena, Bret è stato trasportato via in ambulanza. Sul proprio sito Internet, la WWE riferisce alcune ore dopo che Hart ha subito una frattura della gamba sinistra, con danni a carico dei legamenti e dei tendini (kayfabe). Nell'edizione seguente di Raw, Vince McMahon ha spiegato di non avere nulla a che fare con l'incidente. Il chairman della WWE ha inoltre invitato Hart a Raw, per dire addio ai fan nella puntata del 1º marzo. Ma Vince ancora una volta ha ingannato Bret: il suo unico intento era quello di provocarlo, per convincere Hart a combattere un match contro di lui a WrestleMania XXVI. Malgrado il suo infortunio, alla fine Bret ha accettato la sfida. Nel Raw del 15 marzo è stato stabilito che si tratterà di un No Holds Barred match. È stata inoltre annunciata ufficialmente, da parte del Guest Host Steve Austin, l'introduzione di Stu Hart, padre di Bret, nella Hall of Fame della WWE. Dopo la firma del contratto l'inatteso colpo di scena: Bret ha rivelato a un incredulo Vince che l'infortunio alla gamba era finto. Bret aveva organizzato un piano per far cadere in trappola il chairman: Hart ha dunque messo ko McMahon, colpendolo con la finta ingessatura. La vendetta definitiva si è compiuta a WrestleMania XXVI, davanti agli oltre 72 000 fan dell'University of Phoenix Stadium di Phoenix (Arizona). Bret Hart ha sconfitto Mr. McMahon in un No Holds Barred match, col chairman che aveva tentato di corrompere i membri della famiglia Hart, scelti come Lumberjack a bordo ring. Bruce Hart, fratello maggiore di Bret, era invece l'arbitro speciale. Prima che suonasse il gong, Bret ha però rivelato di essere a conoscenza dell'inganno, e che i suoi parenti erano in realtà d'accordo con lui. Vince è stato costretto a subire così un pestaggio da parte dell'intera famiglia Hart, compresi i tre componenti della Hart Dynasty, prima di essere sconfitto per sottomissione attraverso la Sharpshooter.
Dopo la vittoria nella faida con Vince McMahon, Hart ha preso parte al tour europeo della WWE, apparendo nel Regno Unito ed in Germania. Bret ha inoltre cominciato a promuovere la Hart Dynasty nella loro rivalità contro i campioni unificati di tag team ShoMiz, The Miz e Big Show. Nel corso del pay-per-view Extreme Rules la Hart Dynasty si è aggiudicata un Gauntlet match contro gli ShoMiz, ottenendo una title shot che sfrutta la sera successiva a Raw. Bret ha assistito a bordo ring al trionfo dei suoi giovani discepoli, festeggiando dopo la fine del match assieme a loro la conquista degli Unified Tag Team Championships.
The Miz, due settimane dopo, ha sfidato Hart in un match valido per il WWE United States Championship. Nell'edizione di Raw del 17 maggio svoltasi a Toronto, in Canada, Bret ha accettato la sfida: la sera stessa i due si sono affrontati in un no-disqualification, no-count out match. La Hart Dynasty, schierata dalla parte di Bret, è riuscita a neutralizzare le interferenze di Chris Jericho, Vladimir Kozlov e William Regal, intervenuti per dare man forte al campione in carica. Bret è riuscito a portare a casa la vittoria facendo cedere The Miz con la Sharpshooter, e si è laureato per la quinta volta in carriera United States Champion. Hart ha eguagliato così il record detenuto in precedenza da Ric Flair, Lex Luger, Wahoo McDaniel e Chris Benoit. Assieme a quest'ultimo e a Booker T, Bret è divenuto inoltre l'unico wrestler ad aver conquistato lo United States Championship sia nella World Championship Wrestling che in WWE.
Nella puntata successiva di Raw del 24 maggio, Bret Hart viene nominato nuovo General Manager di Raw. Hart rende vacante il titolo nazionale, che viene conquistato da R-Truth dopo un match vinto contro The Miz. Il 14 giugno, sempre a Raw, Bret viene aggredito dal gruppo dei Nexus, composto dagli NXT rookie della prima stagione: Hart è stato trascinato nel parcheggio dell'arena che ospitava l'evento, e costretto ad entrare in una limousine mandata a scontrarsi con le altre auto in sosta, poiché responsabile del licenziamento di tutti i membri della stable. La settimana successiva, Vince McMahon accusa Bret Hart di aver licenziato ingiustamente il Nexus, annunciando la fine del suo incarico di GM a Raw.
Bret Hart ricompare tuttavia a sorpresa nella puntata del 19 luglio unendosi al Team WWE, costituito da John Cena, per combattere i Nexus. Al pay per view SummerSlam il team face si aggiudica la vittoria, nonostante Bret venga eliminato per squalifica. Successivamente, Hart prende parte alla puntata del 30 agosto che celebra il 900º episodio di Raw. Il GM anonimo sancisce un match fra Bret e The Undertaker, a 13 anni di distanza dal loro ultimo confronto. La contesa però non ha neanche inizio a causa delle interferenze del leader dei Nexus, Wade Barrett, e del fratellastro del Deadman, Kane. Il 25 settembre 2010 Bret torna al Madison Square Garden di New York per combattere al fianco della Hart Dynasty contro il Nexus, ad un house show di Raw. La vittoria va al team canadese, grazie alla Sharpshooter eseguita da The Hitman su Justin Gabriel. Hart torna di nuovo a Raw nella puntata del 18 ottobre che si è svolta a Calgary, la sua città natale. Hart non compare nella diretta, prendendo parte al Dark Main Event come special enforcer, nel match che ha visto Randy Orton difendere il WWE Championship contro Sheamus, Wade Barrett e John Cena. Bret è stato impiegato come wrestler combattente nel tour europeo della WWE. Il suo contratto con la WWE è scaduto il 25 novembre del 2010 e la federazione non lo ha rinnovato per via del fatto che sotto contratto vi sono già molte leggende disponibili per effettuare ipotetiche apparizioni quando necessario. Questo non indica un abbandono di Hart nei confronti della WWE, poiché invece le due parti sono d'accordo su altri possibili coinvolgimenti e apparizioni nei prossimi show.
Bret è stato presente durante la puntata di WWE Tough Enough di lunedì 25 aprile. È apparso durante il Over the Limit, dove ha fermato la fuga di Michael Cole dopo il match perso contro Jerry Lawler, costringendolo a salire sul ring ed eseguendo la sua caratteristica Sharpshooter sul commentatore (mentre questi baciava il piede a Jerry Lawler, come da stipulazione del match in caso di sconfitta). Il giorno successivo torna a Raw facendo l'arbitro speciale del main event che vedeva da una parte John Cena e Rey Mysterio mentre dall'altra CM Punk e R-Truth, vinto poi dalla prima coppia. Inoltre Bret sarà anche il GM di SmackDown della puntata che verrà registrata il 23 agosto 2011 in cui sancisce, per la puntata denominata SuperSmackDown, uno Steel Cage Match tra il World Heavyweight Champion Randy Orton contro Christian per il titolo di campione dei pesi massimi.
Nella puntata del 12 settembre a Raw, Bret Hart, in coppia con John Cena, sconfigge il team composto da Alberto Del Rio e Ricardo Rodriguez, con Bret che farà cedere quest'ultimo con la sua Sharpshooter.
A Raw 1000 è l'annunciatore speciale fra il match titolato per l'Intercontinental Championship fra Christian e The Miz, vinto da quest'ultimo.
Nella puntata di Raw del 10 settembre, avuta luogo a Montréal, fa il suo ritorno, aprendo la serata e avendo un battibecco con il WWE Champion CM Punk. A fine serata, intervista John Cena riguardo al suo match di domenica notte a Night of Champions ma l'intervista non desta alcuna preoccupazione. Poco dopo, Bret e John vengono interrotti da CM Punk: quest'ultimo impartisce l'ennesima lezione di cosa sia il rispetto ai due, ma Cena non ci sta e riesce a suon di parole a zittire il campione. Pochi secondi dopo, Punk cerca di colpire The Hitman, ma John Cena se ne accorge e lo ferma; quando tutto sembra essere finito, ancora una volta Punk cerca di colpire Hart, ma quest'ultimo non si fa cogliere impreparato e rispedisce il pugno al mittente ridicolizzandolo davanti a tutta l'arena. Fa il suo ritorno il 1º maggio 2016 a Payback dove accompagna Natalya nel match valido per il WWE Women's Championship contro Charlotte, vinto da quest'ultima.
Nel 2019 viene introdotto per la seconda volta in carriera nella WWE Hall of Fame come membro della Hart Foundation assieme al compianto Jim Neidhart; in questa occasione, mentre era sul ring assieme alla nipote Natalya, è stato attaccato da un fan, ma, dopo l'intervento della sicurezza e di alcuni wrestler, ha concluso il suo intervento.

### All Elite Wrestling (2019)
Il 25 maggio 2019 è intervenuto nel corso del primo pay-per-view della neonata federazione All Elite Wrestling, Double or Nothing, per presentare la cintura raffigurante il titolo mondiale prima del main event combattuto tra i due canadesi Kenny Omega e Chris Jericho.

## Vita privata
Bret si è sposato per la prima volta l'8 luglio 1982 con Julie Smadu e da essa ha avuto quattro figli: Jade Michelle (nata nel 1983), Dallas Jeffery (1984), Alexandra Sabina (1988) e Blade Colton (1990); i quattro cuori sulla parte destra della sua divisa da lottatore stavano proprio ad indicare i suoi quattro figli. Bret e Julie si sono separati nel maggio 1998 e hanno divorziato il 24 giugno 2002, poche ore prima dell'infarto che colpì Bret: il wrestler cadde di bici e sbatté violentemente la testa a terra dopo aver impattato contro un tombino, rimanendo con la parte sinistra del corpo completamente paralizzata e riuscendo a tornare alla normalità solo dopo estenuanti mesi di terapia.
Nel 2004 si è sposato una seconda volta con una donna italiana, Cinzia Rota, da cui ha divorziato nel 2007 poiché non riuscivano a mettersi d'accordo su dove sarebbero dovuti andare a vivere. Nel 2010 convola a nozze per la terza volta con Stephanie Washington e nello stesso anno diventa nonno; nel 2015 nascerà il suo secondo nipotino.
Roddy Piper, altra grande leggenda del wrestling, ha affermato nella sua autobiografia di essere cugino di Hart nonché di essere stato l'unico wrestler ad andare a trovarlo in ospedale dopo l'ictus.
Nel novembre 2005, ha vinto una causa contro la compagnia assicurativa Lloyd's di Londra ottenendo ottocentomila dollari come risarcimento per l'infortunio provocatogli sul ring da Bill Goldberg, che nel 1999 lo costrinse a porre fine alla sua carriera; nel dicembre dello stesso anno si è inoltre sottoposto ad un intervento chirurgico per una protesi integrale al ginocchio.
Il primo febbraio 2016 annuncia sulla sua pagina Facebook di essere affetto da un cancro alla prostata; il 2 marzo Jim Ross annuncia che Hart ha sconfitto la malattia grazie ad un'operazione chirurgica, sebbene il canadese abbia poi precisato che era ancora necessario un periodo di tre mesi per essere certi della regressione della malattia.

### Autobiografia
Il 16 ottobre 2007 Bret Hart ha dato alle stampe un libro autobiografico dal titolo Hitman - My Real Life In The Cartoon World of Wrestling.
L'opera costituisce un vero e proprio diario, essendo stata scritta sulla base di alcune registrazioni audio effettuate dallo stesso Hart per mezzo di un registratore acquistato nel 1984 e poi fedelmente trascritte. La stesura era cominciata nel luglio 1999 con la collaborazione di Marcy Engelstein ed è terminata nel 2003.
I numerosi infortuni subiti negli ultimi anni da Bret sono all'origine del ritardo nella pubblicazione della sua biografia: Hart, infatti, ha voluto raccontare attraverso quest'opera i retroscena e i lati oscuri del business di cui ha fatto parte in oltre vent'anni di carriera. Nelle pagine più controverse del libro, il leggendario Hitman non fa mistero di aver consumato, alla pari di molti suoi colleghi in WWF, pillole per potenziare la struttura muscolare; inoltre sono annoverate le numerose avventure extra-coniugali avute dal campione canadese nel corso delle sue trasferte con la compagnia di Stamford.
Il libro è stato uno dei più venduti di tutti i tempi nel circuito canadese, rimanendo nella top ten per ben oltre quattro mesi.

## Personaggio

### Mosse finali
- Sharpshooter
- Spike piledriver

### Soprannomi
- "The Best There Is, The Best There Was and The Best There Ever Will Be"
- "The Excellence of Execution"
- "The Hearthrob"
- "The Hitman"'

## Titoli e riconoscimenti
- National Wrestling Alliance

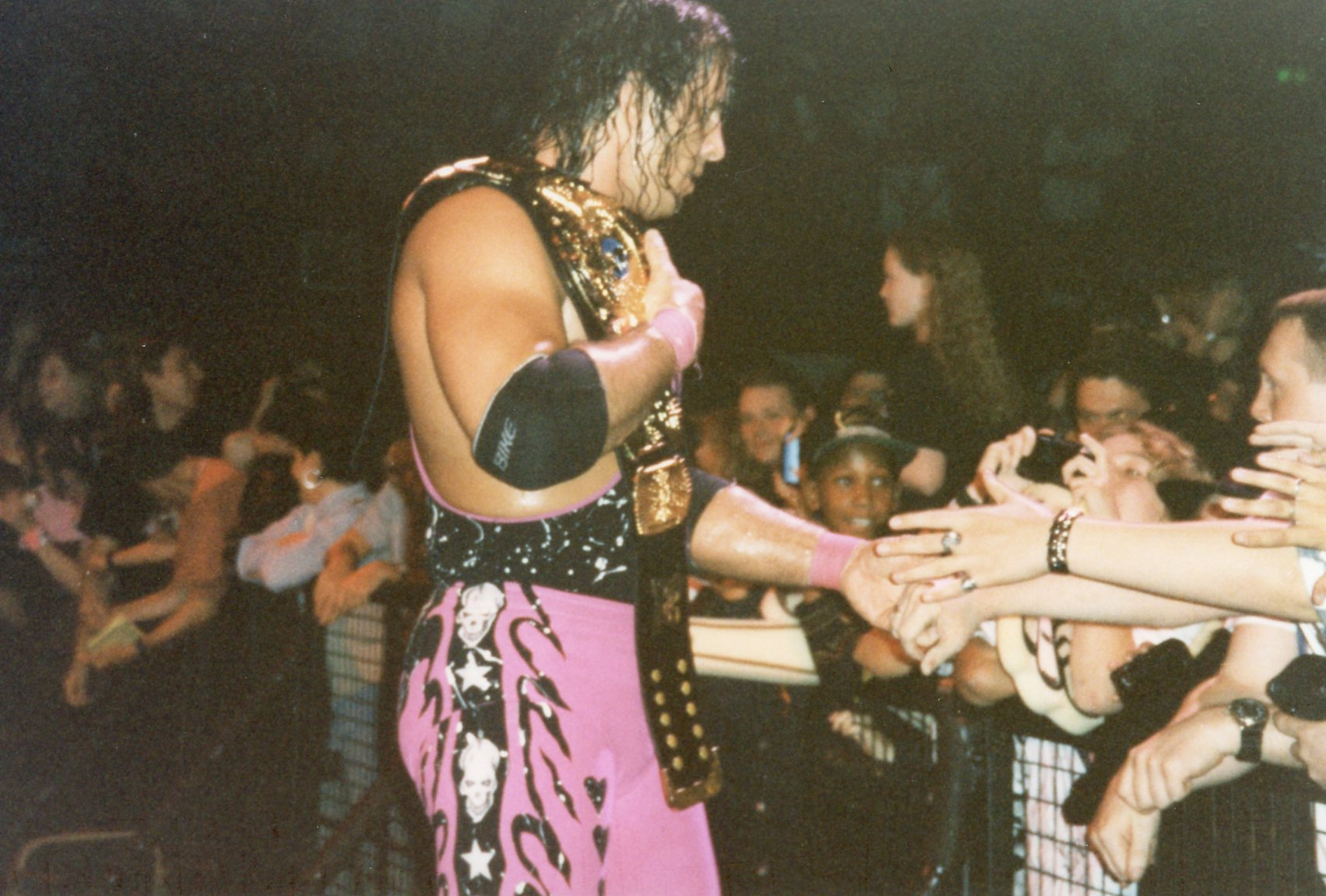
Bret Hart con il WWF World Heavyweight Championship, titolo che ha vinto cinque volte

  - NWA International Tag Team Championship (5) – con Keith Hart (4) e con Leo Burke (1)
- Professional Wrestling Hall of Fame and Museum
  - Classe del 2008
- Pro Wrestling Illustrated
  - Match of the Year (1992) – vs. British Bulldog a SummerSlam
  - Feud of the Year (1993) – vs. Jerry Lawler
  - Feud of the Year (1994) – vs. Owen Hart
  - Most Inspirational Wrestler of the Year (1994)
  - Match of the Year (1996) – vs. Shawn Michaels a WrestleMania XII
  - Comeback of the Year (1997)
  - Match of the Year (1997) – vs. Steve Austin a WrestleMania 13
  - Most Hated Wrestler of the Year (1997)
  - 1º tra i 500 migliori wrestler singoli nella PWI 500 (1993, 1994)
  - 37º tra i 100 migliori Tag team maschili nella PWI Years (2003) – con Jim Neidhart
- Stampede Wrestling
  - Stampede North American Heavyweight Championship (6)
  - Stampede British Commonwealth Mid-Heavyweight Championship (3)
- World Championship Wrestling
  - WCW World Heavyweight Championship (2)
  - WCW United States Heavyweight Championship (4)
  - WCW World Tag Team Championship (1) – con Goldberg
  - Triple Crown Champion
- Universal Wrestling Promotion
  - UWP Caribbean Tag Team Championship (1) – con Smith Hart
- World Wrestling Council
  - WWC Caribbean Tag Team Championship (1) – con Smith Hart
- World Wrestling Federation/Entertainment
  - WWF World Heavyweight Championship (5)
  - WWF Intercontinental Championship (2)
  - WWE United States Championship (1)
  - WWF Tag Team Championship (2) – con Jim Neidhart
  - King of the Ring (edizione 1991, edizione 1993)
  - Royal Rumble (edizione 1994) – ex aequo con Lex Luger
  - Triple Crown Champion
  - WWE Hall of Fame (2006)
  - WWE Hall of Fame (2019) – con Jim Neidhart
  - WWE Hall of Fame (2025) – con Steve Austin nella categoria Immortal Moment per il loro scontro a WrestleMania 13[3]
- Wrestling Observer Newsletter
  - Feud of the Year (1993) – vs. Jerry Lawler
  - Feud of the Year (1997) – vs. Steve Austin
  - Match of the Year (1997) – vs. Steve Austin a WrestleMania 13
  - Hall of Fame (1996)
  - Best Pro Wrestling Book (2007) – Hitman